# Einar Wikström
Einar Erik Wikström, född 24 april 1874 i Söderhamn, död 31 mars 1956, var ett svenskt krigshovrättsråd. Han var son till Oswald Wikström.

## Biografi
Wikström blev juris utriusque kandidat vid Uppsala universitet 1898, registrator hos justitieombudsmannen 1907, vice auditör vid Göta livgarde 1906, krigsfiskal vid krigshovrätten 1908, överkrigsfiskal 1916, adjungerad ledamot i Svea hovrätt 1911, var tillfällig ledamot i pensionsstyrelsen 1914–1916, förordnades som krigshovrättsråd 1922 och var ordinarie 1929–1941.
Wikström var sekreterare hos civilstatens fullmäktige 1907–1936 och i åtskilliga kommittéer. Han tillhörde Stockholms stadsfullmäktige 1919–1923, tjänstgjorde som suppleant i drätselnämnden och som ledamot av pensionsnämnden. Han var ordförande i taxeringsnämnden, i Stockholms filatelistsällskap från 1909 och sekreterare i Norrlands gille 1911–1940. Han invaldes som ledamot av Kungliga Krigsvetenskapsakademien 1926.
Wikström skrev Det gamla Söderhamn: Några personliga minnen från min Söderhamnstid från 1870-talet till sekelskiftet. Anteckningar för Söderhamns tidning (1928). Han är begravd på Norra begravningsplatsen utanför Stockholm.

## Utmärkelser
- Kommendör av andra klassen av Nordstjärneorden, 15 november 1937.[3]
- Riddare av Nordstjärneorden, 1925.[4]
- Riddare av första klassen av Vasaorden, 1913.[5]
- Kommendör av Lettiska Tre Stjärnors orden, tidigast 1928 och senast 1931.[6][7]